# Hassenberg (Sonnefeld)
 Hassenberg  ist ein Gemeindeteil von Sonnefeld im oberfränkischen Landkreis Coburg.

## Lage
Hassenberg liegt 17 Kilometer östlich von Coburg im Obermainischen Hügelland im Tal der Steinach. Der Kern des Dorfes mit dem Schloss liegt auf einem Bergrücken auf etwa 320 Meter Höhe. Der Ort liegt im Tal des Weickenbachs und ist an den dessen Flanken unregelmäßig am und um den Schlossberg angelegt.

## Geschichte
Hassenberg wurde 1317 erstmals im Urbarium, einer Auflistung von Besitzungen der Henneberger beim Erwerb der Neuen Herrschaft, als „Hasseberg“ urkundlich erwähnt. Im Jahr 1429 erwarb Heinz von Redwitz die Burg und das zugehörige Rittergut. Die Familie von Redwitz bewohnte die Burg bis ins späte 17. Jahrhundert. Das Rittergut, das überwiegend als Gutswirtschaft betrieben wurde, wurde im Bauernkrieg 1525 und im Dreißigjährigen Krieg 1632/34 zerstört. Hassenberg war Sitz eines Gerichts. Die letzte Hinrichtung fand 1791 statt.
1684 verkaufte Hans Ulrich von Redwitz zu Hassenberg das Gut an den coburgischen Kammerdirektor Freiherr Stockhorner von Starein. Dieser ließ die alte Burg abtragen und 1689 das Schloss als frühes Beispiel des Klassizismus im Coburger Land sowie 1690 die benachbarte Schlosskirche als Hauskirche in ihrer heutigen Form errichten.

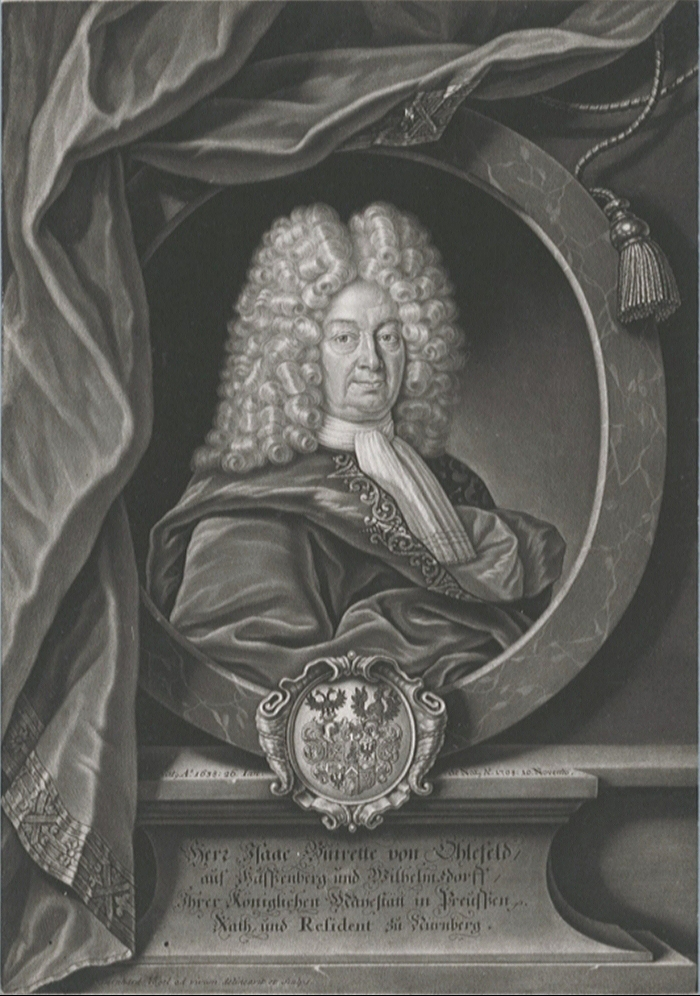
Isaak Buirette von Oehlefeld (1638–1708), Herr auf Hassenberg und Wilhelmsdorf, Handelsherr, Inhaber einer Bierbrauerei, königlich preußischer Rat und Resident zu Nürnberg

1694 veräußerte Freiherr Stockhorner von Starein das Gut Hassenberg und die vier Höfe an den hugenottischen Bankier Isaak Buirette von Oehlefeld. 1711 kam das Anwesen in den Besitz des kaiserlichen Generals Freiherr Heinrich Johann von Schilling, dessen Schwiegersohn der kaiserliche Hauptmann Georg Albrecht von Kanne war. 1724 gab es in Hassenberg im Schlossbereich eine Kirche und eine Verwalterwohnung sowie ein Brauhaus und eine Ziegelhütte. Zum Ort gehörten außerdem sieben Häuser, darunter eine Mühle, zwei Fronsölden, eine Sölde, ein Häuslein und zwei neue Tropfhäuser.
Nach dem Tod von Friedrich Heinrich von Kanne im Jahr 1782 wurde dessen Schwiegersohn Wilhelm von Wasmer neuer Gutsherr. 1783 hatte Hassenberg 67 Einwohner und 13 Wohnhäuser. In Folge der Wandlung vom Schlossgut zum Dorf gab es bis 1807 eine Verdoppelung auf 131 Einwohner und 26 Häuser. 1856 existierten in Hassenberg aufgrund vieler neuerbauter Tropfhäuser 260 Personen und 47 Häusern. Die Menschen lebten vor allem vom Taglohn und Gewerbe. 1857 gab es in dem Dorf zwei Bauern, 30 Gewerbetreibende und 11 Tagelöhner, fünf Spinnerinnen, zwei Näherinnen und eine Korbflechterin. Ab Mitte des 19. Jahrhunderts entwickelte sich die Palmkorbflechterei zu einem neuen Erwerbszweig.
Das Schloss wurde 1856 zusammen mit dem Gut nach einer Zwangsversteigerung vom Herzogtum Sachsen-Coburg erworben. Im Jahr 1860 erfolgte die Einrichtung eines Zuchthauses, das nach einem Staatsvertrag von 1877 bis zur Auflösung 1911 gemeinsames Frauenzuchthaus der thüringischen Staaten mit Ausnahme von Schwarzburg-Rudolstadt war. Im Ersten Weltkrieg diente es als Gefangenenlager. Die Einwohner arbeiteten als Korbmacher und Bauhandwerker.
In einer Volksbefragung am 30. November 1919 stimmten 5 Hassenberger Bürger für den Beitritt des Freistaates Coburg zum thüringischen Staat und 211 dagegen. Somit gehörte ab dem 1. Juli 1920 Hassenberg zum Freistaat Bayern. 1920 bekam Hassenberg mit der Steinachtalbahn einen Anschluss an das Eisenbahnnetz. 1989 wurde die Strecke stillgelegt. In der Zeit von 1945 bis 1989 war für den Ort die Lage an der innerdeutschen Grenze prägend. 1950 wurde Hassenberg selbständige Kirchengemeinde der evangelisch-lutherischen Kirche. Zuvor gehörte sie zum Kirchsprengel von Gestungshausen.
1971 entschieden sich in einer Volksbefragung 98 % der Einwohner für einen Verbleib von Hassenberg im Landkreis Coburg und somit gegen eine Ausgliederung nach Mitwitz in den benachbarten Landkreis Kronach. Hassenberg wurde am 1. Januar 1972 als Gemeindeteil in die Gemeinde Sonnefeld eingegliedert. 1987 hatte der Ort 704 Einwohner und 195 Wohnhäuser. Die Grundschüler besuchen die Volksschule in Mitwitz.

## Einwohnerentwicklung
| Jahr | Einwohnerzahl |
| ---- | ------------- |
| 1782 | [0]067        |
| 1885 | [0]606        |
| 1910 | [00]593       |
| 1933 | [00]664       |
| 1939 | [00]695       |
| 1950 | 821           |
| 1970 | 798           |
| 1987 | 704           |
| 2018 | 609           |

## Schlosskirche

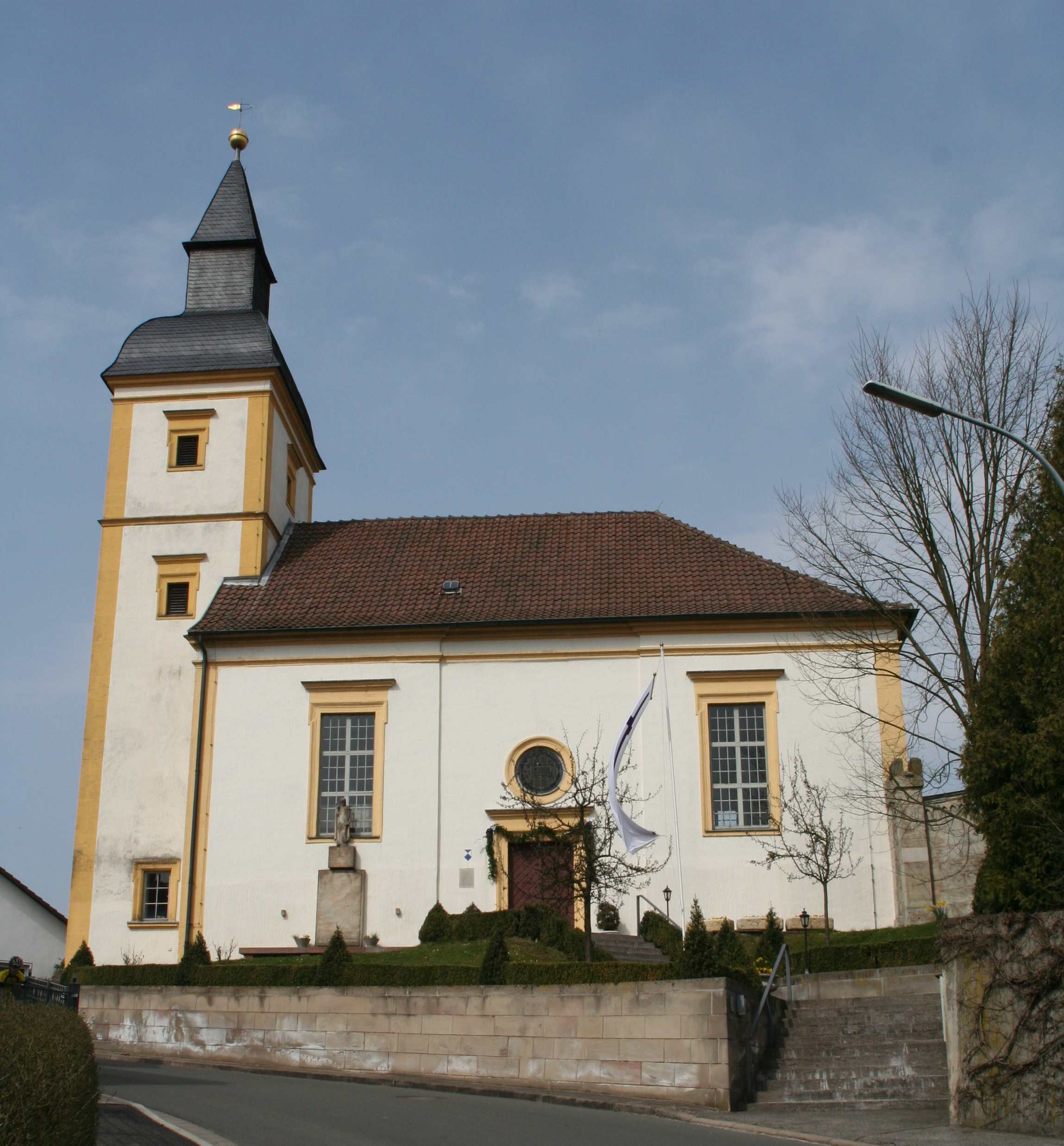
Schlosskirche

Im inneren Winkel einer Straßenbiegung steht am Hang die Schlosskirche Hassenberg. Die barock gestaltete Saalkirche ohne separaten Altarraum hat einen rechteckigen Grundriss und an drei Seiten eine eingeschossige Empore. Eine Besonderheit ist die stuckverzierte Flachdecke aus der Werkstatt des Italieners Castelli, der auch in der Coburger Ehrenburg arbeitete. Das Deckengemälde stammt wohl vom Coburger Hofmaler Johannes Schuster. Unter der Kirche befindet sich die Grablege der Familie des Generals von Schilling.

## Wirtschaft
In Hassenberg und dem ebenfalls zur Gemeinde Sonnefeld gehörenden Nachbarort Wörlsdorf ist das in dritter Generation inhabergeführte Familienunternehmen Bohl Thermoformtechnik GmbH mit rund 30 Beschäftigten ein großer Arbeitgeber. Die Mäusbacher Möbelfabrik GmbH mit Sitz in Hassenberg sowie mit Werken in Hassenberg und im südlich angrenzenden Mitwitzer Ortsteil Steinach an der Steinach zählt etwa 130 Mitarbeiter (Stand:2013).